# Даховський Андрій Ігорович
Андрі́й І́горович Дахо́вський (нар. 23 травня 1962, Ленінград, Російська РФСР) — український музичний продюсер, засновник студії Ukrainian Records, лейблу Younk.
Випустив альбоми Каті Chilly, Альони Вінницької, Stereolizza, Джанго, Гринджолів, Esthetic Education та інших артистів.

## Біографія
Андрій Даховський народився у 1962 році в Ленінграді (нині Санкт-Петербург, РФ), в сім'ї науковців.
Закінчив середню школу № 35 у Чернівцях. Вищу освіту здобув в Одеському національному університеті імені I. I. Мечникова. Згодом працював там доцентом кафедри вищої математики.

## Професійна діяльність
Наприкінці 1990-х років Андрій Даховський відкрив мережу магазинів з продажу компакт-дисків в Одесі. У 1999 році уклав перший контракт з Universal Music, одним із чотирьох світових мейджор-лейблів, і став українським ліцензіатом компанії.
У 2000 році заснував український лейбл Ukrainian Records. Цей ліцензіат Universal в Україні у різний час випускав альбоми Каті Chilly, «Stereolizza», Альони Вінницької, Джанго, «Гринджолів», «Esthetic Education» та інших артистів.
З 2009 року Андрій Даховський — співвласник київського клубу «Sorry, Babushka», що першим підписав договір з Українською Лігою авторських та суміжних прав про виплату роялті за використання музики.
Восени 2017 року, разом з партнером Доном Грірсоном, керівником музичної індустрії, котрий привіз «Бітлз» до США і відкрив світові Селін Діон, винайшов концепцію першого громадського лейблу, заснованого на технології блокчейну — Younk (співзасновниця Ніка Фінч). Навесні 2018 року проект було запущено в США.

## Сім'я
- Мати — Антипова Ірина Андріївна, кандидат наук
- Батько — Даховський Ігор Володимирович, фізик-теоретик, доктор наук, професор, автор наукових робіт, книг з фізики напівпровідників і теорії твердого тіла
- Дружина — Даховська Ірина Володимирівна, психолог
- Син — Даховський Владислав Андрійович, бізнесмен
- Син — Даховський Микита Андрійович, юрист